# Vallerotonda
Vallerotonda – miejscowość i gmina we Włoszech, w regionie Lacjum, w prowincji Frosinone.
Według danych na rok 2004 gminę zamieszkiwały 1854 osoby, 31,4 os./km².